# 오마치촌 (에히메현)
오마치촌(大町村)은 에히메현 니이군에 설치된 촌이다. 